# Eodicynodon
Eodicynodon es un género extinto de dicinodontos terápsidos que vivieron en el periodo Pérmico en lo que ahora es Sudáfrica.
Sus restos fósiles, múltiples individuos que en su conjunto conforman un esqueleto casi completo, aparecieron en la formación Abrahamskraal, en el Karoo, que data del Pérmico medio (Wordiense-Capitaniense). Era un dicinodonte de talla media, de unos 45 cm de longitud y una altura a la cruz de unos 15 cm.

## Fósiles

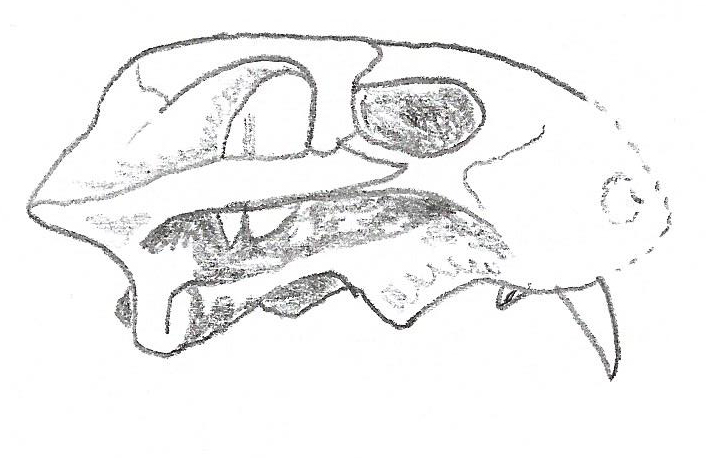
Ilustración del cráneo